# سيراس أدلر
سيراس أدلر (بالإنجليزية: Cyrus Adler) هو مؤرخ ومستشرق وأمين مكتبة ومترجم أمريكي، ولد في 13 سبتمبر 1863 في فان بيورين في الولايات المتحدة، وتوفي في 7 أبريل 1940 في فيلادلفيا في الولايات المتحدة.

## وصلات خارجية
- سيراس أدلر على موقع الموسوعة البريطانية (الإنجليزية)